# كريسبين غري-جونسون
كريسبين غري-جونسون هو دبلوماسي وسياسي غامبي، ولد في 7 ديسمبر 1946 في بانجول في غامبيا. انتخب وزير الخارجية ‏ (سبتمبر 2007 – 19 مارس 2008) وانتخب سفير.